# Cactus
Cactus är ett rockband som bildades i USA 1970. Efter att ha brutit med Vanilla Fudge startade Carmine Appice och Tim Bogert bandet tillsammans med Jim McCarty (gitarr) och Rusty Day (sång). 
Den ursprungliga sättningen gav ut tre studioalbum: Cactus (1970), One Way...Or Another (1971) och Restrictions (1971). Därefter hoppade Jim McCarty av och Rusty Day fick sparken. Appice och Bogert värvade istället gitarristen Werner Fritzschings, keyboardisten Duane Hitchings och sångaren Peter French och gav ut skivan 'Ot 'n' Sweaty 1972, varpå gruppen upplöstes.
1976 bildade Rusty Day en annan version av Cactus i Longwood, Florida. Denna version av Cactus innehöll Steve "Kahoutek" Dansby på gitarr, John "Soybean Slim" Sauter (som senare spelade i Ted Nugents Weekend Warriors) på basgitarr, och Gary "Madman" Moffatt på trummor. Bandet upplöstes omkring 1979.
Efter en senare återförening gav bandet 2006 ut albumet Cactus V.

## Diskografi
Studioalbum
- 1970 – Cactus
- 1971 – One Way...Or Another
- 1971 – Restrictions
- 1972 – 'Ot 'n' Sweaty
- 2006 – Cactus V
- 2016 – Black Dawn

Livealbum
- 2004 – Fully Unleashed: The Live Gigs
- 2007 – Fully Unleashed / The Live Gigs Vol. II
- 2010 – Ultra Sonic Boogie 1971
- 2013 – Tokyo Nights 2012
- 2013 – The Collection Limited Edition

Samlingsalbum
- 1996 – Cactology: The Cactus Collection
- 2004 – Barely Contained: The Studio Sessions
- 2013 – Restrictions / ’Ot ‘N’ Sweaty
- 2013 – Cactus / One Way… Or Another

Singlar
- 1970 – "You Can't Judge A Book By The Cover" / "Bro. Bill"
- 1970 – "Gallows Pole" / "You Can't Judge A Book By The Cover" (delad singel med Led Zeppelin)
- 1971 – "Token Chokin' " / "Alaska"
- 1972 – "Evil" (Promo)
- 1972 – "Bringing Me Down" (Promo)
- 197? – "Long Tall Sally" / "Song For Aries"